# نیگوریگاوا کالدرا
نیگوریگاوا کالدرا (به لاتین: Nigorigawa Caldera) یک آتشفشان در ژاپن است که در هوکایدو واقع شده‌است.